# Joseph Buhl
Joseph Buhl (* 29. Januar 1948 in Bocksberg) ist ein deutscher Schriftsteller.

## Leben
Joseph Buhl studierte Literaturwissenschaften und Geschichte an der Ludwig-Maximilians-Universität München. Dort war er u. a. Mitbegründer einer Theatergruppe. Seit 1983 hält Buhl Vorträge zur Theorie der Lyrik und ist an Lyriklesungen sowie Kunstaktionen wie Musik und Sprache beteiligt. Seit 1984 veröffentlicht Joseph Buhl Gedichte und Essays in Anthologien und Literaturzeitschriften wie Faltblatt, Muschelhaufen, Zeit-Glas u. a. Von Buhls Gedichten sagt Paul Konrad Kurz: Joseph Buhls Verse bauen dem Licht ein Haus.
Joseph Buhl lebt in Gottmannshofen bei Wertingen und war Lehrer an der Staatlichen Realschule Wertingen für die Fächer Deutsch, Geschichte und Sozialkunde.

## Einzeltitel
- Ist es dem Licht ein Haus. Gedichte. Mit Zeichnungen von Kuno Knapp. Edition Wertinger Hefte, Wertingen 1997; Bearbeitete Neuausgabe 2001.
- Die Nacht ist nicht die Nacht / Das Licht ist nicht das Licht. Gedichte. Nachwort von Paul Konrad Kurz, Edition YE, Sistig/Eifel 2006, ISBN 978-3-87512-349-4.

## Anthologien (Auswahl)
- Paul Konrad Kurz (Hrsg.): Höre Gott! Psalmen des Jahrhunderts. Benziger Verlag, Zürich/Düsseldorf 1987.
- Hendrik Liersch (Hrsg.): Vitamine für VauO. Corvinus Presse, Berlin 1994.
- Theo Breuer (Hrsg.): VorBild. edition bauwagen, Itzehoe 2001.
- Axel Kutsch (Hrsg.): Zeit. Wort. Deutschsprachige Lyrik der Gegenwart, Verlag Ralf Liebe, Weilerswist 2003.
- Paul Konrad Kurz (Hrsg.): Ich höre das Herz des Himmels. Patmos Verlag, Düsseldorf 2003.
- Theo Breuer (Hrsg.): NordWestSüdOst. Gedichte von Zeitgenossen. Edition YE, Sistig/Eifel 2003.
- Axel Kutsch (Hrsg.): Versnetze. Deutschsprachige Lyrik der Gegenwart. Verlag Ralf Liebe, Weilerswist 2008–2019.
- Shafiq Naz (Hrsg.): Der deutsche Lyrikkalender 2010. Jeder Tag ein Gedicht. alhambra publishing, B-Bertem 2009.